# 上罗哈奇克
上罗哈奇克（羅馬化：Verkhnii Rohachyk），或按俄語名译上罗加奇克（羅馬化：Verkhniy Rogachik），是烏克蘭南部赫爾松州卡霍夫卡區上罗哈奇克市镇内的市級鎮及其行政中心。始建於1786年，面積20.45平方公里，2011年人口6,011，人口密度每平方公里293.94人。